# 1909-es magyar birkózóbajnokság
Az 1909-es magyar birkózóbajnokság a hetedik magyar bajnokság volt. A bajnokságot április 18-án rendezték meg Budapesten, a régi képviselőházban.

## Eredmények
| Versenyszám | Arany                     | Arany | Ezüst                  | Ezüst | Bronz                | Bronz |
| ----------- | ------------------------- | ----- | ---------------------- | ----- | -------------------- | ----- |
| Könnyűsúly  | Radvány Ödön Budapesti AK |       | Szakács Imre Postás SE |       | Dulin Jenő MAC       |       |
| Középsúly   | Előd József MTK           |       | Orosz Miklós PTTSE     |       | Varga Béla BEAC      |       |
| Nehézsúly   | Weisz Richárd MTK         |       | Fischer Tibor MTK      |       | Sippeliusz Győző MAC |       |